# 事件・市民の判決
『事件・市民の判決』（じけん・しみんのはんけつ）は、1996年10月7日から12月16日までテレビ東京で放送された、検察審査会を舞台にしたテレビドラマ。放送時間は毎週月曜21時 - 21時54分（初回のみ30分拡大）。前番組『刑事追う!』の早期終了（3クール・38話の予定を2クール・25話に短縮）に伴うつなぎ番組として制作された。

## キャスト
佐田章
演 - 渡瀬恒彦
検察審査委員。私立「上野桜木高校」の国語教師。娘の結婚を機に離婚。
根津神社の傍にある「青葉荘」で独り暮し。
小淵沢妙子
演 - 沢田亜矢子
審査委員。東都大学付属病院勤務の心療内科医。
米山正樹
演 - 渡辺徹
審査委員。佐田の教え子で、週刊誌「噂の通信」記者。妻の両親と同居中。
峰初枝
演 - 筒井真理子
審査委員。美容師。
館林俊一
演 - でんでん
審査委員。トラック運転手。
本田清之介
演 - 守屋俊志
審査会長。元銀行員。
石塚寿々子
演 - 寺田千穂
審査委員。OL。
江田早苗
演 - 服部妙子
審査委員。スーパーレジ係。
井上由香
演 - 山崎夏菜
審査委員。ブティック店員。
高村勝利
演 - 小森英明
審査委員。会社社長。
山川加奈子
演 - 冬雁子
審査委員。主婦。
お江戸・女将
演 - 五月晴子
根津神社界隈で佐田、小淵沢、米山らが通っている「もんじや焼」店を経営。
佐田アサコ
演 - 大寶智子
佐田の長男の嫁。時折、佐田の世話をしにアパートへやって来る。
米山詩子
演 - 鹿取洋子
旧姓・松井。米山正樹の妻。

## サブタイトル・ゲスト
| 話数 | 放送日   | サブタイトル                          | ゲスト出演者                                                                 | 脚本     | 監督     |
| ---- | -------- | ------------------------------------- | ---------------------------------------------------------------------------- | -------- | -------- |
| 1    | 10月07日 | 落ちてきた義務                        | 岡江久美子、金子研三、 しみず霧子、児玉頼信                                  | 石松愛弘 | 三村晴彦 |
| 2    | 10月14日 | 消えた指紋・ 妻と愛人の深い闇         | 朝加真由美、粟津號、 坂西良太、若尾義昭                                      | 古田求   | 三村晴彦 |
| 3    | 10月21日 | 利きめのない祈り・ ボケ防止が50万円!? | 風見章子、うえだ峻、夏川かほる                                               | 林誠人   | 長尾啓司 |
| 4    | 10月28日 | 毒入りだんご・ ペット殺しの意外な結末 | 草薙良一、森下哲夫、望月太郎                                                 | 石松愛弘 | 長尾啓司 |
| 5    | 11月04日 | 疑惑の証明・ 顔ない犯罪者             | 堤大二郎、宮崎達也                                                           | 水谷龍二 | 鈴木一平 |
| 6    | 11月11日 | 傷痕・ 人気教授セクハラ騒動           | 鳥越まり、河西健司、 伊藤昌一、久我美智子                                    | 加藤文   | 崎田憲一 |
| 7    | 11月18日 | 絆・ 痴漢騒動に隠された夫婦愛         | 石井めぐみ、青島健介、 小久保丈二、神野三鈴 太地琴恵、森みつえ、宇佐美多恵子 | 浅田直亮 | 杉村六郎 |
| 8    | 11月25日 | 深夜の刑事・ マンションの窓に何が?    | 平淑恵、青木卓司、立石まゆみ 廣田高志、小倉雄三                              | 鹿水晶子 | 杉村六郎 |
| 9    | 12月02日 | 盗まれた音・ 夫婦の秘密に妻の不倫!?   | 石倭裕子、水森コウ太、前田悠衣 山田アキラ、荒木優騎                          | 林誠人   | 鈴木一平 |
| 10   | 12月09日 | 岐路                                  | 藤岡弘、中島ゆたか、 大島蓉子、水木薫                                        | 加藤文   | 鈴木一平 |
| 11   | 12月16日 | 心停止時刻                            | 松平健、小林綾子、頭師孝雄                                                   | 鈴木智   | 崎田憲一 |

## スタッフ
- 原作：佐野洋「検察審査会の午後」
- 監督：「サブタイトル・ゲスト」参照
- 脚本：「サブタイトル・ゲスト」参照
- 主題歌：久宝留理子「めまい」
- 音楽：桜庭伸幸
- 選曲：合田豊
- 技術協力：オーエイギャザリング
- 編集・MA：映広
- プロデュース：網野英夫、古屋克征
- 製作：テレビ東京、国際放映

| テレビ東京系列 月曜21時台 | テレビ東京系列 月曜21時台 | テレビ東京系列 月曜21時台 |
| 前番組                    | 番組名                    | 次番組                    |
| ------------------------- | ------------------------- | ------------------------- |
| 刑事追う!                 | 事件・市民の判決          | 編笠十兵衛                |